# Falémé
Falémé is een gemeente (commune) in de regio Kayes in Mali. De gemeente telt 10.200 inwoners (2009).
De gemeente bestaat uit de volgende plaatsen:
- Dakassénou
- Fouroukarané
- Diabougou
- Dialambi
- Diboli (hoofdplaats)
- Digui
- Nayé Peulh
- Samba Dramané